# 1er corps d'armée (Grande Armée)
Pour le corps de 1870-1871, voir 1er corps d'armée (France, 1870-1871). Pour le corps d'après 1873, voir 1er corps d'armée (France).
Pour les articles homonymes, voir 1er corps d’armée.
Le 1er corps d'armée fit partie des « sept torrents » de la Grande Armée lors de la campagne d'Allemagne en 1805 qui aboutit à la bataille d'Austerlitz.

## Création et différentes dénominations
- 1805 : 1er corps

## Chefs du1ercorpsd’armée
- août 1805 - février 1809 : maréchal Bernadotte
- 1812 : maréchal Davout

## Composition
Composition du corps au départ du camp de Boulogne (1805)
1er Corps d'Armée en 1805 (maréchal Bernadotte):
- 1re Division : général de division Rivaud de La Raffinière
  - Élément A 1re brigade : général Dumoulin
    - 8e de Ligne

  - Élément B 2e brigade : général Pacthod
    - 45e de Ligne
    - 54e de Ligne

  - Artillerie : 2 compagnies
- 2e division : général de division Drouet d'Erlon
  - Élément A 1re brigade : général Frère
    - 27e régiment d'infanterie légère

  - Élément B 2e brigade : général Werlé
    - 94e de Ligne
    - 95e de Ligne

  - Artillerie : 2 compagnies
- Division de cavalerie légère : général de division Kellermann
  - Élément A 1re brigade : général Van Marisy
    - 2e Hussards
    - 5e Hussards

  - Élément B 2e brigade : général Picard
    - 4e Hussards
    - 5e chasseurs à cheval

## Articles sources
- (en) Cet article est partiellement ou en totalité issu de l’article de Wikipédia en anglais intitulé « I Corps (France) » (voir la liste des auteurs).